# 이탈리아 전투 파시

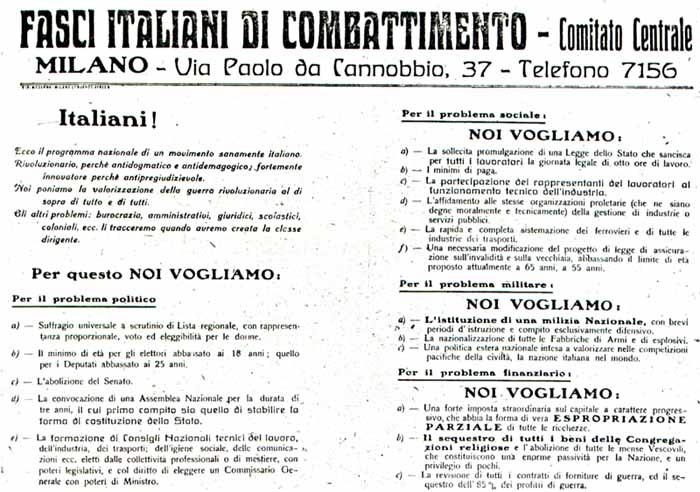
이탈리아 파시스트의 전투의 당보였던 이탈리아의 인민

이탈리아 전투 파시(이탈리아어: Fasci Italiani di Combattimento, FIC) 또는 1919년까지 쓰였던 이름으로 파시스트 혁명 행동(이탈리아어: Fasci d'Azione Rivoluzionaria, FAR) 은 1914년 12월 11일 베니토 무솔리니가 창당한 이탈리아 왕국의 파시즘 정당이었다.

## 역사
이 당은 1914년 10월 5일에 창당된 국제 파시스트 행동과 1914년 11월에 베니토 무솔리니가 창당한 자발적인 파시스트의 혁명 행동이라는 두개의 정당을 모체로 하여 1914년 12월 11일 베니토 무솔리니가 파시스트 혁명 행동이라는 이름으로 창당하였으며, 베니토 무솔리니가 당원으로 있었던 이탈리아 사회당에서 분당되어 나온 정당이기도 하다. 
이 당은 자신들을 파시스트라 칭하며 마르크스주의를 배격하였으나, 사회주의는 지원하였다. 또한, 이 당은 이탈리아의 인민이라는 당보를 발간하였으며, 무솔리니를 포함한 공화주의자 들도 이 당에 참여하기도 하였다. 이 당은 1921년 11월 9일 해산되어, 국가 파시스트당으로 이어졌다.

## 선거 결과

### 이탈리아 의회
| 선거 연도 | 전체 투표 | 의석 수  | 의석 수 변동 | 당수            |
| --------- | --------- | -------- | ------------ | --------------- |
| 1921년    | –         | 37 / 535 | –            | 베니토 무솔리니 |

## 같이 보기
- 국가 파시스트당
- 공화 파시스트당
- 이탈리아 사회당
- 베니토 무솔리니